# Massacre de Yangzhou (1645)
Le massacre de Yangzhou (chinois simplifié : 扬州十日 ; chinois traditionnel : 揚州十日 ; pinyin : Yángzhōu Shí Rì ; litt. « Les dix jours de Yangzhou ») a eu lieu en 1645 à Yangzhou , en Chine , sous la dynastie Qing. Il ne doit pas être confondu avec celui qui a eu lieu dans la même ville en 760, durant la révolte d'An Lushan.
Les troupes Qing, placées sous le commandement du prince Dodo, ont massacré des habitants de Yangzhou après avoir conquis la ville qui était tenue par les forces fidèles au régime des Ming du sud de l'empereur Hongguang. Le massacre a duré dix jours, après la chute de la ville le 20 mai 1645. Traditionnellement, les chroniques historiques chinoises estiment le nombre de victimes à près de 800 000, bien que certains chercheurs modernes considèrent cela comme une exagération. Shi Kefa, le général Ming chargé de défendre la ville, a également été exécuté par les forces Qing après avoir refusé de se soumettre à leur autorité.
Les raisons présumées du massacre étaient:
- Punir les résidents pour avoir participé à la résistance menés par Shi Kefa.
- Avertir le reste de la population du Jiangnan des conséquences de la résistance aux envahisseurs.

Le livre Un récit de dix jours à Yangzhou de Wang Xiuchu, traduit en anglais et annoté par Lynn A. Struve, est un témoignage à la première personne du massacre. Voici des extraits du rapport de Wang Xiuchu, tels que Struve les as traduit:

« Several dozen people were herded like sheep or goats. Any who lagged were flogged or killed outright. The women were bound together at the necks with a heavy rope—strung one to another like pearls. Stumbling with each step, they were covered with mud. Babies lay everywhere on the ground. The organs of those trampled like turf under horses' hooves or people's feet were smeared in the dirt, and the crying of those still alive filled the whole outdoors. Every gutter or pond we passed was stacked with corpses, pillowing each others arms and legs. Their blood had flowed into the water, and the combination of green and red was producing a spectrum of colors. The canals, too, had been filled to level with dead bodies. »

« Then fires started everywhere, and the thatched houses...caught fire and were soon engulfed in flames...Those who had hidden themselves beneath the houses were forced to rush out from the heat of the fire, and as soon as they came out, in nine cases out of ten, they were put to death on the spot. On the other hand, those who had stayed in the houses—were burned to death within the closely shuttered doors and no one could tell how many had died from the pile of charred bones that remained afterwards. »

Des livres écrits sur les massacres de Yangzhou, Jiading et Jiangyin ont ensuite été republiés par des auteurs anti-Qing afin d'obtenir le soutien de la population chinoise, durant la période qui a précédé la révolution Xinhai de 1911,.

## Voir également
- Sentiment anti-Qing (en)
- Liste de massacres en Chine

## Littérature
- (en) Wenxi Yao (trad. Lynn A. Struve), Voices from the Ming-Qing Cataclysm: China in Tigers' Jaws, Yale University Press, 1993, 65–66 p., illustrated, reprint, revised (ISBN 0300075537, lire en ligne).
- Ken Liu, « The Litigation Master and the Monkey King », dans The Paper Menagerie and other stories, Saga Press, 2016 (ISBN 978-1-4814-2437-0), p. 363-388.